# Le Chalange
Le Chalange är en kommun i departementet Orne i regionen Normandie i nordvästra Frankrike. Kommunen ligger i kantonen Courtomer som tillhör arrondissementet Alençon. År 2022 hade Le Chalange 84 invånare.

## Befolkningsutveckling
Antalet invånare i kommunen Le Chalange
| Referens: INSEE |